# Landkreis Gelnhausen
Der Landkreis Gelnhausen ist ein ehemaliger Landkreis in Hessen. Er bestand von 1945 bis 1974; sein Gebiet gehört heute zum Main-Kinzig-Kreis. Der Name leitet sich von der früheren Kreisstadt Gelnhausen ab. Diese ist seit 2005 wieder Sitz der Kreisverwaltung, jetzt aber der des Main-Kinzig-Kreises, in dem der Kreis 1974 aufgegangen ist.

## Geographie

### Lage, Grenzen, Größe
Der Landkreis reichte vom Vogelsberg im Norden bis zur bayerischen Grenze im Süden im heutigen Hessen. Der Landkreis umfasste 1949 ein Gebiet von 640 km² mit 73 Gemeinden und 95.600 Einwohnern.

### Nachbarkreise
Der Landkreis grenzte Anfang 1972, im Westen beginnend im Uhrzeigersinn, an die Landkreise Hanau, Büdingen, Lauterbach und Schlüchtern (alle in Hessen) sowie an die Landkreise Gemünden am Main, Lohr am Main und Alzenau in Unterfranken (alle in Bayern).

## Geschichte bis 1945
Bis 1945 hieß der Landkreis lediglich Kreis Gelnhausen. Erst mit der Kommunalgesetzgebung des Landes Hessen nach dem Zweiten Weltkrieg wurde für alle Kreise die amtliche Bezeichnung Landkreise eingeführt.

### Aufbau im neuen Land Hessen 1945
„Schon vor der Übernahme der öffentlichen Gewalt in Deutschland durch die Siegermächte in der Berliner Deklaration vom 5. Juni 1945 begann die Besatzungsmacht auch im Gebiet des heutigen Landes Hessen, nebeneinander eine Militärverwaltung und eine deutsche Zivilverwaltung mit von ihr ernannten Bürgermeistern und Landräten zu errichten. Ab der zweiten Aprilhälfte 1945 wurde der Aufbau einer Verwaltung auch auf die Ebene der Regierungsbezirke erstreckt.“ Die amerikanischen Besatzungsbehörden griffen auf die alten Regierungsbezirke zurück und hatten bereits am 1. Mai 1945 Hans Bredow als Regierungspräsidenten im Regierungsbezirk Wiesbaden eingesetzt. Der oberste Befehlshaber der amerikanischen Streitkräfte in Europa proklamierte am 19. September 1945 für die amerikanische Zone u. a. den Staat Groß-Hessen, am 15. Oktober 1945 nahm die groß-hessische Landesregierung in Wiesbaden ihre Arbeit auf. Der Kreis Gelnhausen gehörte weiterhin zum Regierungsbezirk Wiesbaden und war Teil des neuen Landes, zunächst Groß-Hessens und ab 1946 Hessens.

### Kreis oder Landkreis?
Obwohl es nach der hessischen Rechtslage seit 1946/52 Landkreise geben konnte, bezeichnete sich der Kreis zunächst nicht als Landkreis, obwohl dies nach der Rechtslage geboten gewesen wäre. Erst später wurden die Siegel und Briefköpfe geändert. Im von der Besatzungsmacht 1945 geschaffenen Land Groß-Hessen und später Hessen wurde zwar eine Kreisordnung (keine Landkreisordnung) erlassen, aber bereits im § 1 des Gesetzes ist von Landkreisen die Rede (was im weiteren Gesetzestext nicht durchgehalten wird). Erst das Gesetz vom 25. Februar 1952 bezeichnet sich als Hessische Landkreisordnung (HKO), spricht aber nicht durchgängig vom Landkreis, meist nur vom Kreis (mit späteren Gesetzesänderungen wird bis 1981 durchgängig der Landkreis daraus, die Mehrzahl der hessischen Kreise führte diese Bezeichnung in ihrem Namen aber nicht).

### Neugliederung
Der Regierungsbezirk Wiesbaden wurde 1968 aufgelöst und der Landkreis Gelnhausen dem südhessischen Regierungsbezirk Darmstadt zugeordnet. Im Rahmen der Gebietsreform in Hessen wurde der Landkreis am 1. Juli 1974 aufgelöst und mit der kreisfreien Stadt Hanau, dem Landkreis Hanau und dem Landkreis Schlüchtern in den Main-Kinzig-Kreis eingegliedert.

### Einwohnerentwicklung
| Einwohner                  | 1821   | 1830   | 1885   | 1890   | 1900   | 1910   | 1925   | 1939   | 1950   | 1960   | 1961   | 1967   | 1970   | 1973   |
| -------------------------- | ------ | ------ | ------ | ------ | ------ | ------ | ------ | ------ | ------ | ------ | ------ | ------ | ------ | ------ |
| Kreis/Landkreis Gelnhausen | 18.168 | 28.885 | 41.057 | 41.773 | 43.818 | 47.731 | 51.223 | 54.051 | 79.978 | 81.400 | 81.773 | 89.207 | 90.857 | 95.600 |

## Politik

### Landräte seit 1945
- 1945–1946: Georg Stetefeld (FDP) Landrat auf Anordnung der amerikanischen Besatzungsbehörden
- 1946–1968: Heinrich Kreß (CDU)
- 1968–1974: Hans Rüger (CDU)

### Wappen
Das Wappen wurde bereits für den preußischen Kreis Gelnhausen am 18. August 1937 durch das preußische Staatsministerium genehmigt und von dem späteren hessischen Landkreis übernommen.
Blasonierung: „Geteilt von Gold und Rot; oben ein rot bewehrter schwarzer Adler mit silbernem Brustschild, darin ein schwarzer Balken, unten ein sechsspeichiges silbernes Rad.“
Die obere Schildhälfte entspricht dem heutigen Wappen der Kreisstadt. Die ehemalige freie Reichsstadt Gelnhausen führte üblicherweise den einköpfigen Reichsadler. Als das eigentliche städtische Zeichen ist aber das seit etwa 1400 nachweisbare Balkenschildchen anzusehen. Das Rad ist das Wappenbild des Erzstifts Mainz. Es erinnert im Kreiswappen an die wachsende Machtstellung des Kurstaats im Kreisgebiet, insbesondere im Orbtal und Joßgrund, später auch im Freigericht und in der Herrschaft Aufenau. Nach der Säkularisation wurden Kurhessen und Bayern seine Erben.
Das Wappen wurde vom Staatsarchivrat Otto Korn gestaltet.

## Gemeinden

### Gemeinden 1939 und 1949
Einwohner der Gemeinden des Kreises Gelnhausen (Stand 1939 und 1949)
| Gemeinde         | Einwohner 1939 | Einwohner 1949 |
| ---------------- | -------------- | -------------- |
| Alsberg          | 0226           | 0383           |
| Altenhaßlau      | 1155           | 1855           |
| Altenmittlau     | 1109           | 1579           |
| Aufenau          | 0690           | 1063           |
| Bernbach         | 0846           | 1154           |
| Bieber           | 1345           | 1983           |
| Birstein         | 1044           | 1782           |
| Bösgesäß         | 0046           | 0066           |
| Breitenborn A.B. | 0166           | 0315           |
| Breitenborn A.W. | 0650           | 0754           |
| Burgjoß          | 0436           | 0692           |
| Eidengesäß       | 0815           | 1123           |
| Fischborn        | 0403           | 0570           |
| Flörsbach        | 0360           | 0530           |
| Geislitz         | 0619           | 0875           |
| Gelnhausen       | 5701           | 8134           |
| Gettenbach       | 0152           | 0289           |
| Gondsroth        | 0475           | 0820           |
| Großenhausen     | 0342           | 0630           |
| Hailer           | 0975           | 1641           |
| Haitz            | 0456           | 0585           |
| Helfersdorf      | 0142           | 0207           |
| Hellstein        | 0450           | 0590           |
| Hesseldorf       | 0279           | 0432           |

| Gemeinde         | Einwohner 1939 | Einwohner 1949 |
| ---------------- | -------------- | -------------- |
| Hettersroth      | 0332           | 0498           |
| Höchst           | 0921           | 1225           |
| Horbach          | 0786           | 1060           |
| Kassel           | 1344           | 1695           |
| Kath.-Willenroth | 0235           | 0319           |
| Kempfenbrunn     | 0542           | 0734           |
| Kirchbracht      | 0258           | 0380           |
| Lanzingen        | 0234           | 0448           |
| Leisenwald       | 0421           | 0600           |
| Lichenroth       | 0386           | 0624           |
| Lieblos          | 1306           | 1937           |
| Lohrhaupten      | 0840           | 1176           |
| Lützelhausen     | 0386           | 0523           |
| Mauswinkel       | 0274           | 0366           |
| Meerholz         | 1022           | 2049           |
| Mernes           | 0450           | 0952           |
| Mosborn          | 0070           | 0110           |
| Neudorf          | 0270           | 0414           |
| Neuenhaßlau      | 1100           | 1623           |
| Neuenschmidten   | 0492           | 0652           |
| Neuses           | 1381           | 1850           |
| Niedergründau    | 0822           | 1096           |
| Niedermittlau    | 1102           | 1672           |
| Oberndorf        | 0805           | 1144           |

| Gemeinde         | Einwohner 1939 | Einwohner 1949 |
| ---------------- | -------------- | -------------- |
| Oberreichenbach  | 0238           | 0362           |
| Obersotzbach     | 0805           | 0550           |
| Bad Orb          | 5321           | 7187           |
| Pfaffenhausen    | 0685           | 0785           |
| Radmühl          | 0188           | 0277           |
| Roßbach          | 0376           | 0605           |
| Roth             | 1121           | 1600           |
| Rothenbergen     | 1011           | 1405           |
| Schlierbach      | 0960           | 1437           |
| Somborn          | 2715           | 4029           |
| Spielberg        | 0495           | 0688           |
| Streitberg       | 0252           | 0380           |
| Udenhain         | 0702           | 0748           |
| Unterreichenbach | 0385           | 0617           |
| Untersotzbach    | 0348           | 0510           |
| Völzberg         | 0170           | 0238           |
| Wächtersbach     | 1567           | 2958           |
| Waldensberg      | 0415           | 0437           |
| Weilers          | 0211           | 0326           |
| Wettges          | 0135           | 0171           |
| Wirtheim         | 0904           | 1298           |
| Wittgenborn      | 0730           | 0975           |
| Wolferborn       | 0746           | 0996           |
| Wüstwillenroth   | 0190           | 0327           |

### Evakuierte, Flüchtlinge und Vertriebene, Neubürger
Während des Zweiten Weltkriegs kamen Evakuierte vorwiegend aus den Großstädten des Rhein-Main-Gebietes in das Kreisgebiet.
Ab 1946 kamen Flüchtlinge und Vertriebene, vorwiegend aus Ostmitteleuropa und Südosteuropa in die vier Besatzungszonen Deutschlands. Bis Ende 1947 soll der Anteil der Flüchtlinge und Vertriebenen in der sowjetischen Besatzungszone 24,3 % (ca. 4,4 Millionen), in der amerikanischen 17,7 % (ca. 4 Millionen), in der britischen 14,5 (ca. 3,3 Millionen) und in der französischen 1 % (ca. 60.000) betragen haben. Bis 1948 hatten die Gemeinden des Landkreises ca. 16.000 Heimatvertriebene aufgenommen. Davon stammte der größte Teil (über 10.000) aus dem Sudetenland (insbes. aus Sternberg, Elbogen und Falkenau, Asch und Graslitz), aus den Gebieten östlich der Oder und Neiße ca. 3.000, aus Ungarn (insbes. aus dem Kreis Bonyhád und der Gemeinde Alsónána) ca. 1600 Menschen (aus Polen, Rumänien, Jugoslawien, Österreich und sonstigen Gebieten ca. 650). In den folgenden Jahren kam es zu Umgruppierungen (die aus Städten stammende Bevölkerung strebte wieder in Städte, die aus ländlichen Gebieten stammende Bevölkerung ist im damals eher ländlich geprägten Landkreis geblieben). Entscheidenden Anteil für die Verteilung in den Kreis hatte der Umstand, dass das Auffanglager Wegscheide in Bad Orb, im Landkreis, lag. Die Eingliederung in den Beruf und Arbeitsprozess tat ein Übriges: Bevorzugte Siedlungsgemeinden waren die Orte mit ausgebautem öffentlichen Nahverkehr durch Bahn und Bus. Schwerpunkte waren die an Bahnhöfen gelegenen Orte Wächtersbach, Wirtheim/Neu-Wirtheim, Gelnhausen/Altenhaßlau, Roth/Lieblos, Hailer/Meerholz und Niedermittlau/Rothenbergen (ca. 4.000) oder Somborn und Neuenhaßlau (ca. 1.100).

### Zweckverband für Wohnungsbau
Der Zweckverband Gemeinnütziger Wohnungsbau, Kreis Gelnhausen war eine Eigenschöpfung des Kreises und hatte bei seiner Gründung 1949 keine Parallele in der ganzen Bundesrepublik. Der Wohnungsnot sollte nicht nur durch Bundes- und Landesmittel begegnet werden, sondern auch durch die Eigenhilfe des Kreises. Am 27. April 1949 beschloss der Kreis und 52 (von 79) kreisangehörige Gemeinden die Verbandssatzung des Zweckverbands (später sind weitere 14 Gemeinden beigetreten), dessen Ziel es war, Wohnungen zu schaffen. Dies sollte einerseits durch eine Restfinanzierung geplanter Bauvorhaben (Preissteigerung während der Bauphase) und andererseits durch eigene Bauten (meist im Auftrag und für Bauinteressenten) realisiert werden. Mit Beschluss vom 9. Dezember 1949 bildete der Regierungspräsident in Wiesbaden den Verband und stellte die Verbandssatzung nach dem damals geltenden Zweckverbandsgesetz fest; die Regelung wurde am 10. Dezember 1949 wirksam.
Zur Finanzierung der Bauvorhaben sollten die Mitgliedsgemeinden jeweils 1 DM (= 0,51 Euro) pro Kopf ihrer Bevölkerung und der Kreis mindestens 20.000 DM (= 10.339 Euro) in den Verband einbringen; der Kreis hat jedoch über den vorgesehenen Betrag hinaus jeweils jährlich weitere erhebliche Mittel (bis zu 60.000 DM = 30.677,51 Euro) in den Verband eingebracht. Bei den Einlagen handelte es sich um Darlehen, die nach Beendigung der Arbeit oder der Auflösung des Verbandes wieder an die Einleger zurück fließen sollten. Verwaltungskosten entstanden kaum, denn die Mitglieder des Vorstandes und des Aufsichtsrates waren ehrenamtlich tätig (keine Aufwandsentschädigung oder sonstige Vergütung).
Die Mitgliedsgemeinden meldeten dem Kreis Bauwillige, der diesen aus den zusammengekommenen Mitteln Darlehen gewährte (Zinssatz 3 %). Die Rückzahlungsraten sind individuell vereinbart worden, je nach der Einkommenslage des Bauherrn. Absicht war, den Rückfluss des Geldes in die Zweckverbandskasse so bald wie möglich herbeizuführen, um es immer wieder neuen Bauwilligen zur Verfügung zu stellen. Bereits im ersten Jahr seines Bestehens hat der Zweckverband 252 Wohnungen gefördert.
In den ersten zehn Jahren sind mit Hilfe dieser Gelder 1310 Wohnungen durch die Vergabe von 2.600.000 DM (= 1.329.358 Euro) mit geschaffen worden. 131 Wohnungen (Reihenhäuser und Eigentumswohnungen) hat der Verband selbst errichtet, so dass insgesamt 1422 Wohnungen geschaffen worden sind. Restfinanzierung bedeutete, kleinere Darlehensbeträge (Mikrokredite, zur heutigen Lage in Deutschland) auszugeben, die im Grundbuch an letzter Rangstelle eingetragen wurden (d. h. eine Forderung, die bei einer Zwangsversteigerung als letzte befriedigt wird (Lokusprinzip)). Die Bauherren konnten in der Regel „erstrangige“ Bankdarlehen und „zweitrangige“ Bauspardarlehen (Rangordnung) o. Ä. aufnehmen und hatten die Chance, Restbeträge zu erhalten, die nicht in banküblicher Weise zu sichern waren. Auf diese Weise sollte der Kapitalknappheit für Vorhaben im „sozialen Wohnungsbau“ begegnet werden.
Am 19. März 1973 beschloss der Regierungspräsident in Darmstadt als Aufsichtsbehörde auf Grund eines einstimmig von der Verbandsversammlung des Zweckverbands gefassten Beschlusses vom 9. Mai 1963 die Auflösung des Zweckverbandes.

### Gebietsreform 1970 bis 1974
Die Verwaltungsreform der SPD/FDP-Koalition in Hessen brachte neben der Funktionalreform auch eine Gebietsreform der Gemeinden und Landkreise mit sich. Bis zum 1. Januar 1970 gab es im Landkreis Gelnhausen 74 Städte und Gemeinden; die meisten davon wurden ehrenamtlich verwaltet (auch durch ehrenamtlich tätige Bürgermeister). Nach Abschluss der Reform am 30. Juni 1974 waren es zwölf Städte und Gemeinden, von denen alle „hauptamtlich“ verwaltet wurden.
Nach der zeitlichen Reihenfolge der Zusammenschlüsse waren dies:

Freigericht aus Altenmittlau, Bernbach, Horbach, Neuses, Somborn;

Brachttal aus Hellstein, Neuenschmidten, Schlierbach, Spielberg, Streitberg, Udenhain;

Gelnhausen aus Gelnhausen, Hailer, Haitz, Höchst, Meerholz, Roth;

Biebergemünd aus Breitenborn A. B., Bieber, Kassel, Lanzingen, Roßbach, Wirtheim;

Linsengericht aus Altenhaßlau, Eidengesäß, Geislitz, Großenhausen, Lützelhausen;

Wächtersbach aus Aufenau, Hesseldorf, Leisenwald, Neudorf, Wächtersbach, Waldensberg, Weilers, Wittgenborn;

Birstein aus Birstein, Bösgesäß, Böß-Gesäß, Fischborn, Illnhausen, Hettersroth, Kirchbracht, Lichenroth, Mauswinkel, Oberreichenbach, Obersotzbach, Unterreichenbach, Untersotzbach, Völzberg, Wettges, Wüstwillenroth;

Hasselroth aus Gondsroth, Neuenhaßlau, Niedermittlau;

Joßgrund aus Burgjoß, Lettgenbrunn, Oberndorf, Pfaffenhausen;

Gründau aus Breitenborn A. W., Gettenbach, Hain-Gründau, Mittel-Gründau, Lieblos, Niedergründau, Rothenbergen;

Flörsbachtal aus Flörsbach, Kempfenbrunn, Lohrhaupten, Mosborn.
Folgende Gemeinden wurden in Gemeinden der Nachbarkreise eingegliedert: Alsberg (Stadtteil von Bad Soden-Salmünster), Helfersdorf (Ortsteil von Kefenrod), Katholisch-Willenroth (Stadtteil von Bad Soden-Salmünster), Mernes (Stadtteil von Bad Soden-Salmünster), Radmühl (Ortsteil von Freiensteinau), Wolferborn (Stadtteil von Büdingen).
Folgende Gemeinden wurden aus dem Nachbarkreis Büdingen in Gemeinden des Kreises Gelnhausen eingegliedert: Böß-Gesäß und Illnhausen (aus dem Landkreis Büdingen) zu Birstein, Hain-Gründau und Mittel-Gründau (aus dem Landkreis Büdingen) zu Gründau.

## Kfz-Kennzeichen
Am 1. Juli 1956 wurde dem Landkreis bei der Einführung der bis heute gültigen Kfz-Kennzeichen das Unterscheidungszeichen GN zugewiesen. Es wurde bis zum 30. Juni 1974 ausgegeben. Seit dem 2. Januar 2013 ist es wieder im Main-Kinzig-Kreis mit Ausnahme der Sonderstatusstadt Hanau erhältlich.